# Robert Petersen (Eskimologe)
Robert Karl Frederik Petersen (* 18. April 1928 in Maniitsoq; † 23. Oktober 2021 in Odense) war ein grönländischer Eskimologe, Dialektologe, Anthropologe, Hochschullehrer und Universitätsrektor.

## Leben
Robert Petersen war der Sohn des Bürogehilfen und Landesrats Ole Levi Albrekt Petersen (1894–1979) und seiner Frau Marie Karoline Jakobine Rosing (1898–1980). Seine Geschwister waren der Hochschulleiter Hans Christian Petersen (1925–2015), der Pastor und Landesrat Ricard Petersen (1931–2014) und die Dichterin und Übersetzerin Mariane Petersen (1937–2025). Am 9. Februar 1957 heiratete er die dänische Krankenschwester Inge Hansen (1929–1997), Tochter des Arbeiters Lars P. Hansen († 1976) und seiner Frau Ingeborg Corneliussen († 2001).
Robert Petersen beendete 1948 die Ausbildung an Grønlands Seminarium und ließ sich bis 1953 in Dänemark weiter ausbilden. Von 1954 bis 1956 war er Lehrer am Seminarium in Nuuk. 1967 wurde er mag. art. an der Universität Kopenhagen. 1969 wurde er Amanuensis und 1972 Lektor. 1975 wurde er Professor für Eskimologie in Kopenhagen und damit der erste Grönländer, der eine Professur innehatte. Als 1983 das Ilisimatusarfik als Inuit Instituttet gegründet wurde, wurde Robert Petersen zum ersten Leiter ernannt. Mit der Umwandlung in eine eigene Universität wurde er zum ersten Rektor ernannt, bevor er 1995 pensioniert wurde.
Robert Petersen war von 1969 bis 1973 Berater des Sprach- und Rechtschreibungsausschusses von Grønlands Landsråd, aus dem die grönländische Rechtschreibreform hervorging. Von 1970 bis 1979 war er zudem Mitglied des beratenden Ausschusses für Gesellschaftsforschung in Grönland und ab 1979 im Grönlandforschungsausschuss. Von 1976 bis 1994 war er Mitglied in der Kommission für wissenschaftliche Untersuchungen in Grönland sowie von 1976 bis 1983 im Ortsnamenausschuss, der für die Benennung geografischer Objekte in Grönland zuständig ist. Zudem war 1973 Präsidiumsmitglied beim Arctic Oil and Gas Congress in Le Havre, im selben Jahr Vizepräsident der Arctic Peoples Conference in Kopenhagen und 1975 Mitglied des Politikrats bei der Konferenz des World Council of Indigenous Peoples. 1978 war er Präsident und 1979 Vizepräsident beim UNESCO World Cultural Heritage Expert Meeting. Von 1973 bis 1976 war er Mitglied der Inuit Language Commission und gab von 1973 bis 1981 das International Journal of American Linguistics mit heraus. Ab 1976 war er Ausschussmitglied für anthropologische Forschung im Nordischen Rat und ebenso Verwaltungsmitglied des Nordisk Samisk Institutt und von Grønlands Sprognævn. Sowohl Grønlands Sprognævn als auch der Ortsnamenausschuss sind heute Teil des Oqaasileriffik.
Robert Petersen war Ehrendoktor an der Université Laval (ab 1992) und am Ilisimatusarfik (ab 2010) sowie Mitglied der Königlichen Gustav-Adolfs-Akademie für schwedische Volkskultur. Zudem erhielt er 1977 den populärwissenschaftlichen Preis der Dänischen Schriftstellervereinigung, 1993 den grönländischen Kulturpreis, 2003 die Rinkmedaljen und 2005 den Ebbe-Munck-prisen. Des Weiteren war er Ritter des Dannebrogordens und erhielt am 16. Oktober 1996 den Nersornaat in Silber.
Robert Petersen starb 2021 im Alter von 93 Jahren nach kurzer Krankheit im dänischen Odense.

## Werke (Auswahl)
- 1971: Det ændrede samfund og børnenes situation
- 1974: Perspektiver for minedrift i Grønland (14 Artikel)
- 1976: Continuity and discontinuity in the political development of modern Greenland
- 1976: Nogle træk i udviklingen af det grønlandske sprog, efter kontakten med den danske kultur, og det danske sprog
- 1977: Om etnicitet og ejendomsretten til jorden
- 1977: The West Greenlandic cultural imperialism in East Greenland: cultural imperialism and cultural identity
- 1982: Some ethical questions in connection with research activity in asymmetrical ethical situation
- 1982: Substistence hunting: the Greenland case
- 1982: Om klimasvingninger og Grønlands forhistorie
- 1988: Ilisimatusarfik, University of Greenland
- 2003: Settlements, kinship and hunting grounds in traditional Greenland: a comparative study of local experiences from Upernavik and Ammassalik